# 施維爾

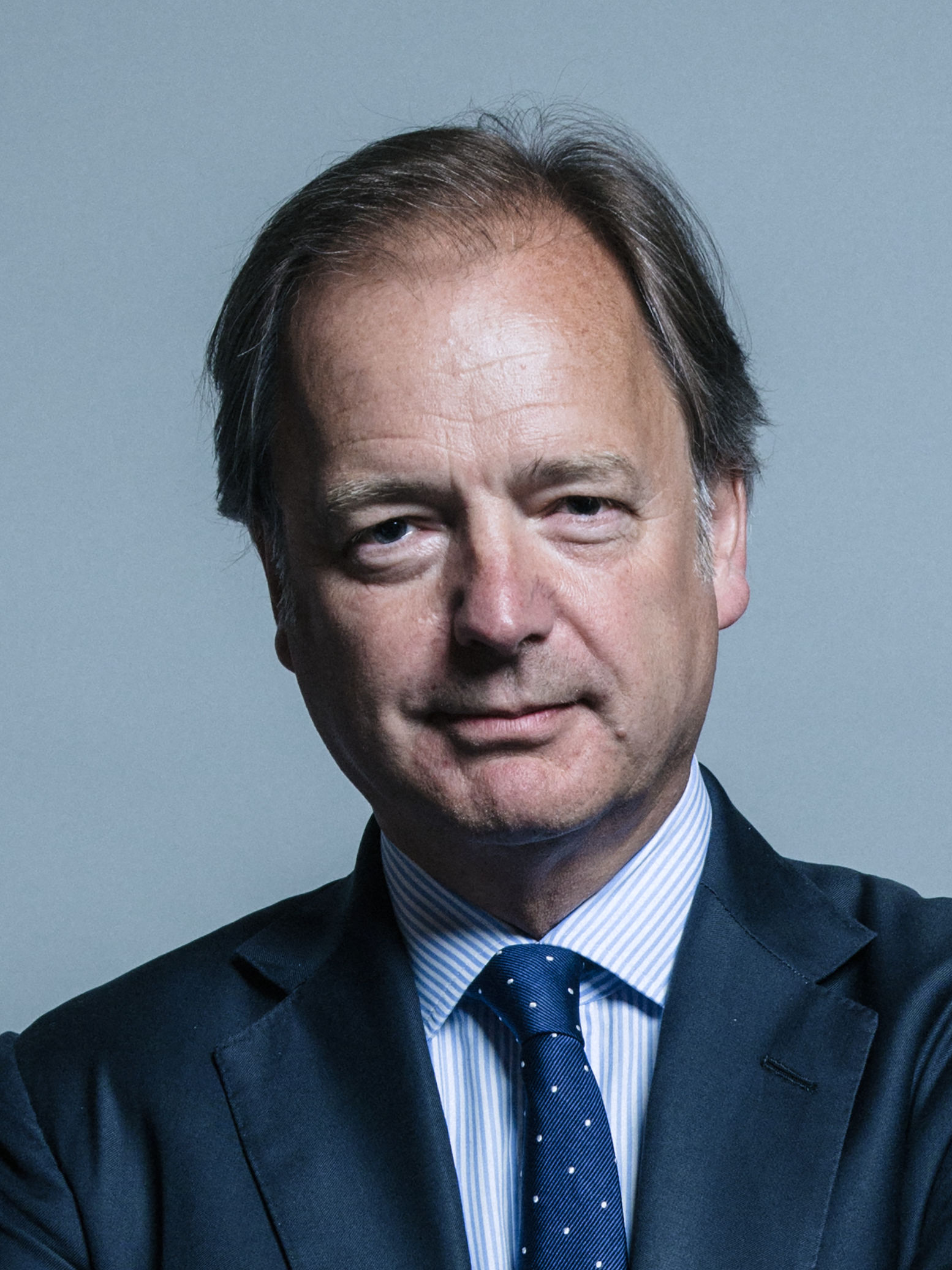

胡戈·斯瓦爾爵士KCMG，（Sir Hugo Swire，1959年11月30日—），英國政治人物，他的黨籍是保守黨。自2001年開始，他擔任東德文選區選出的英國下議院議員。

## 生平
施維爾原名“雨果·乔治·威廉·斯怀尔”，中文名“施維爾”，是太古集团创始人約翰·施懷雅的直系后代。2001年入选国会后历任北爱尔兰国务大臣和外交及英联邦事务国务大臣，2016年辞职。（国务大臣是辅佐内阁大臣的较低级大臣。）在外交部任内，施維爾对香港普选发表意见，由于其政治及家族双重身份在香港引起媒体反应。2019年9月，他宣布不再爭取連任議員。